# Église Notre-Dame-du-Pin de Barcelone
L'église Notre-Dame-du-Pin est un édifice religieux catholique d'architecture gothique datant du XVe siècle, située à Barcelone. Elle a reçu le titre de basilique mineure en 1925. 

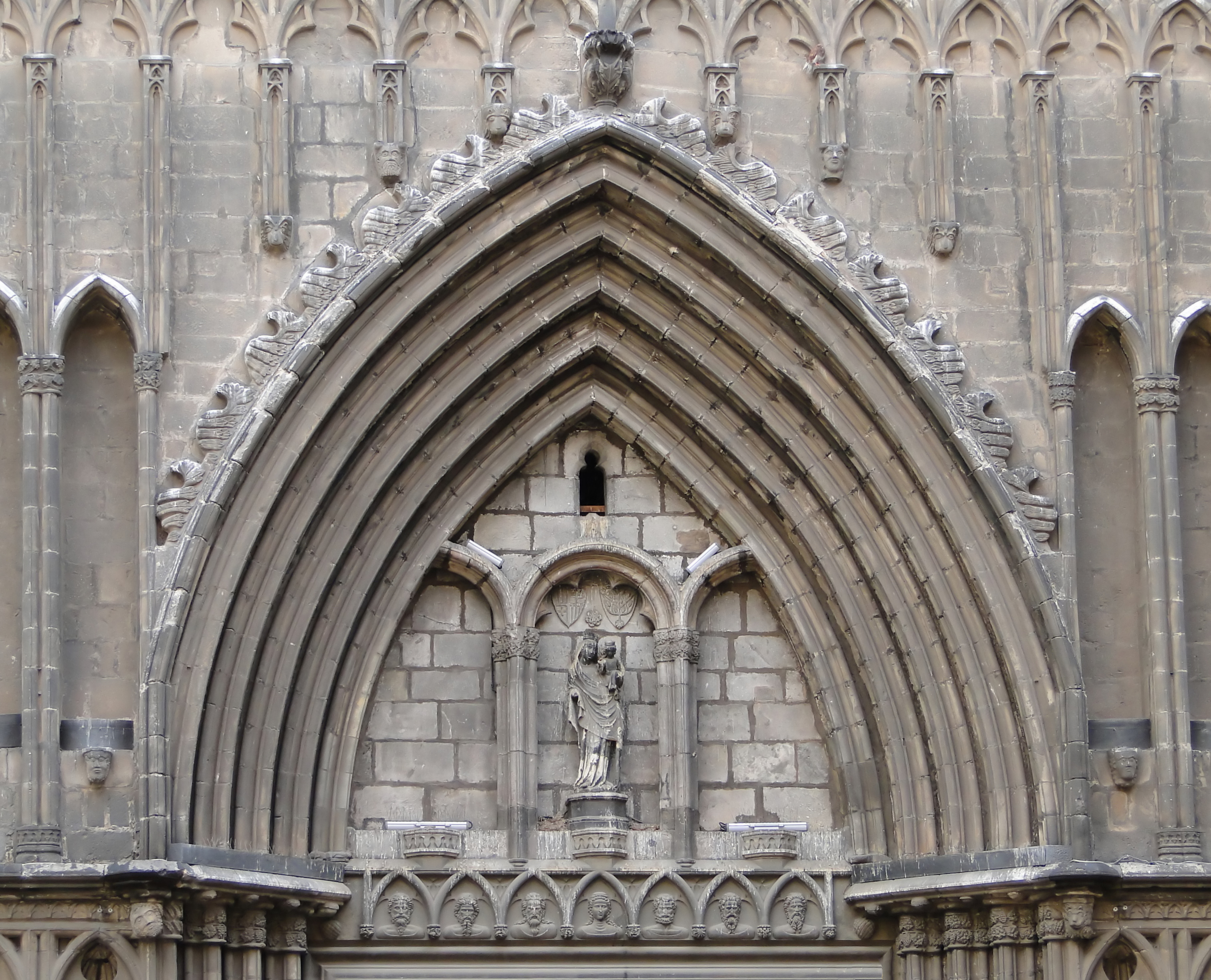
Tympan.
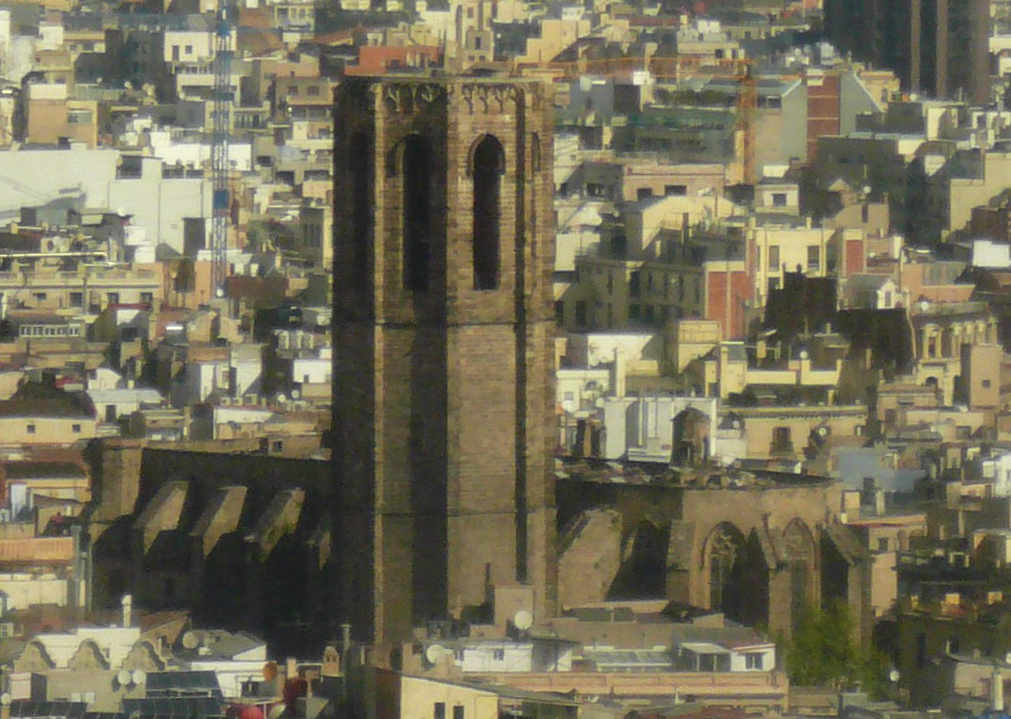
Clocher.
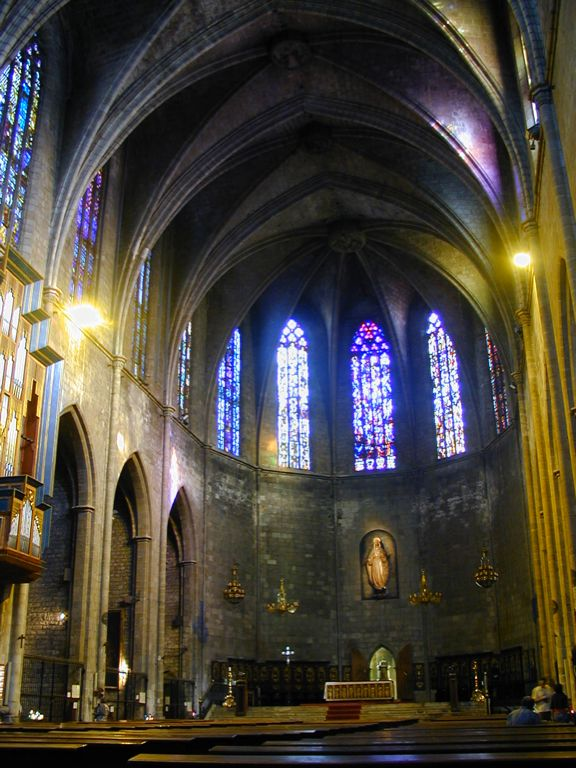
Nef et chœur.

### Article lié
- Archidiocèse de Barcelone